# Paderna
Paderna (Paderna in piemontese) è un comune italiano di 197 abitanti della provincia di Alessandria in Piemonte, situato sulle estreme propaggini collinari dell'Appennino, sulla destra dello Scrivia.

## Descrizione
Piccola comunità collinare, di origine medievale, la cui economia è di tipo prettamente agricolo. I padernesi, che presentano un indice di vecchiaia tra i più alti della regione, vivono totalmente nel capoluogo comunale. Il territorio presenta un profilo geometrico ondulato, con variazioni altimetriche non molto accentuate. L'abitato, interessato da forte espansione edilizia, è in posizione panoramica su uno sperone che si dirama da un contrafforte interposto tra le valli dei corsi d'acqua.

## Storia
Il toponimo è attestato, dall'anno 1200, attraverso la forma di “Paderna”, derivante, molto probabilmente, dall'ellissi del sintagma (Praedia) Paterna (il cui significato è "(fondi) ereditati dal padre)" o da (Villa) Paterna. Fondata in epoca medievale, dagli abitanti della vicina Tortona, probabilmente sul sito di una precedente località, posta tra l'attuale insediamento e Spineto. Le prime notizie storiche si hanno a partire dal 1155, anno in cui i Montemerlo, signori locali, accorsero in aiuto ai tortonesi nel momento in cui vennero assediati da Federico Barbarossa. Successivamente venne ceduta in feudo alla signoria degli Spinola prima e a quella dei Carbone poi. Tra il 1676 e il 1688 gli abitanti riuscirono a ottenere il riscatto del feudo, al fine di avere una maggiore indipendenza. Nel 1630, come molti altri centri della zona, venne devastata dalla terribile peste di manzoniana memoria. Il suo emblema monumentale è la parrocchiale di San Giorgio, la cui mole divide la parte inferiore dell'insediamento da quella superiore. Il suo orientamento lascerebbe credere che sia stata costruita in età antica; la navata centrale è, ritenuta da alcuni,ma senza alcuna prova o argomento credibile, di periodo paleocristiano, mentre le laterali risalirebbero al XIII e XIV secolo. 
La facciata è stata costruita nel Quattrocento e all'interno è possibile ammirare due tele raffiguranti San Sebastiano e la Madonna col Bambino. Degni di visita sono anche il palazzo municipale, posto sul sito di un antico castello, e il campanile romanico, unico resto di un'antichissima pieve che venne costruita nella conca di Vezzano.

## Monumenti e luoghi d'interesse
- Chiesa di San Giorgio: la parrocchiale, già citata in documenti dell'XI secolo, è stata ricostruita successivamente nella forma attuale a tre navate. Il campanile risale al XIX secolo. All'interno si conserva la statua lignea di San Giorgio, opera attribuita alla scuola del Maragliano.

## Società

### Evoluzione demografica
Abitanti censiti

## Amministrazione
Di seguito è presentata una tabella relativa alle amministrazioni che si sono succedute in questo comune.
| Periodo           | Periodo        | Primo cittadino    | Partito                                         | Carica  | Note  |
| ----------------- | -------------- | ------------------ | ----------------------------------------------- | ------- | ----- |
| 25 settembre 1987 | 26 maggio 1990 | Pietro Gualco      | Partito Socialista Democratico Italiano         | Sindaco | [ 5 ] |
| 26 maggio 1990    | 24 aprile 1995 | Pietro Gualco      | Partito Socialista Italiano                     | Sindaco | [ 5 ] |
| 24 aprile 1995    | 14 giugno 1999 | Pietro Gualco      | centro                                          | Sindaco | [ 5 ] |
| 14 giugno 1999    | 14 giugno 2004 | Pier Giorgio Gatti | lista civica                                    | Sindaco | [ 5 ] |
| 14 giugno 2004    | 8 giugno 2009  | Pier Giorgio Gatti | lista civica                                    | Sindaco | [ 5 ] |
| 8 giugno 2009     | 26 maggio 2014 | Matteo Gualco      | lista civica Spighe di grano con grappolo d'uva | Sindaco | [ 5 ] |
| 26 maggio 2014    | 27 maggio 2019 | Matteo Gualco      | lista civica Grappolo d'uva con spighe          | Sindaco | [ 5 ] |
| 27 maggio 2019    | 9 giugno 2024  | Matteo Gualco      | lista civica Grappolo d'uva con spighe          | Sindaco | [ 5 ] |
| 9 giugno 2024     | in carica      | Filippo Cordani    | lista civica Spighe di grano con grappolo d'uva | Sindaco | [ 5 ] |